# Apleria ocellaris
Apleria ocellaris är en fjärilsart som beskrevs av Felder 1875. Apleria ocellaris ingår i släktet Apleria och familjen mätare. Inga underarter finns listade i Catalogue of Life.